# Бент, Дэн
Дэниел Дэвид Бент (англ. Daniel David Bent; род. 10 января 1996, Лондон) — гибралтарский и английский футболист, полузащитник клуба «Линкольн Ред Импс» и сборной Гибралтара.

## Биография

### Клубная карьера
Дебютировал на взрослом уровне в возрасте 16 лет в клубе «Коринтиан» из Кентской лиги (9-й по значимости дивизион). В 2013 году присоединился к молодёжной команде клуба «Джиллингем». В 2015 году Бент уехал на учёбу в США, где выступал за университетские команды Рейнхардт Иглз и «Райт Стейт Рэйдерс». В составе последней признавался лучшим защитником Horizon League в сезоне. Параллельно также выступал за полупрофессиональные команды «Дейтон Датч Лайонс» и «Юнайтед Бэнтамс».
Окончив обучение, продолжил футбольную карьеру в Гибралтаре, где в 2019 году заключил контракт с клубом «Бруно’с Мэгпайс». Принимал участие в первом квалификационном раунде Лиги конференций УЕФА 2022/23, где отметился голом в победном матче против североирландского «Крусейдерса» (2:1). Однако в ответном матче гибралтарцы проиграли со счётом 1:3 и вылетели из турнира. В сезоне 2023/24 «Мэгпайс» вновь не смог преодолеть первый раунд, уступив ирландскому «Дандолку» с общим счётом 1:3. Также в том же сезоне команда завоевала Кубок Гибралтара, а сам Бент отметился голом в финальном матче с «Линкольн Ред Импс» и позже реализовал свой удар в серии пенальти (2:1; 4:3 пен). Летом 2023 года перешёл в другой гибралтарский клуб «Манчестер 62», где за полгода провёл 7 матчей и забил 1 гол. По ходу сезона перебрался в «Линкольн Ред Импс», в составе которого стал чемпионом страны 2023/24.

### Карьера в сборной
После 5 лет жизни в Гибралтаре, получил право выступать за местную сборную. Дебютировал за команду 4 сентября 2024 года в товарищеском матче со сборной Андорры (1:0). На 18-й минуте матча стал автором единственного забитого мяча и на 76-й минуте был заменён.

## Достижения
«Бруно’с Мэгпайс»
- Обладатель Кубка Гибралтара: 2023

«Линкольн Ред Импс»
- Чемпион Гибралтара: 2023/24
- Обладатель Кубка Гибралтара: 2024